# Typopeltis soidaoensis
Espèce
Typopeltis soidaoensis est une espèce d'uropyges de la famille des Thelyphonidae.

## Distribution
Cette espèce se rencontre en Thaïlande et au Viêt Nam.

## Description
Le mâle holotype mesure 29 mm et les femelles de 29 à 31 mm.

## Publication originale
- Haupt, 1996 : Revision of East Asian whip scorpions (Arachnida Uropygi Thelyphonida). II. Thailand and adjacent areas. Arthropoda Selecta, vol. 5, no 3/4, p. 53-65 (texte intégral).